# 迪特里希 (伊利諾伊州)
迪特里希（英語：Dieterich）是位於美國伊利諾伊州埃芬漢縣的一個村落。

## 地理
迪特里希的座標為39°03′37″N 88°22′44″W / 39.06028°N 88.37889°W，而該地最高點為海拔高度179米（即587英尺）。

## 人口
根據2010年美國人口普查的數據，迪特里希的面積為3.01平方千米，當中陸地面積為3.01平方千米，而水域面積為0.00平方千米。當地共有人口617人，而人口密度為每平方千米204人。